# 鉄棒

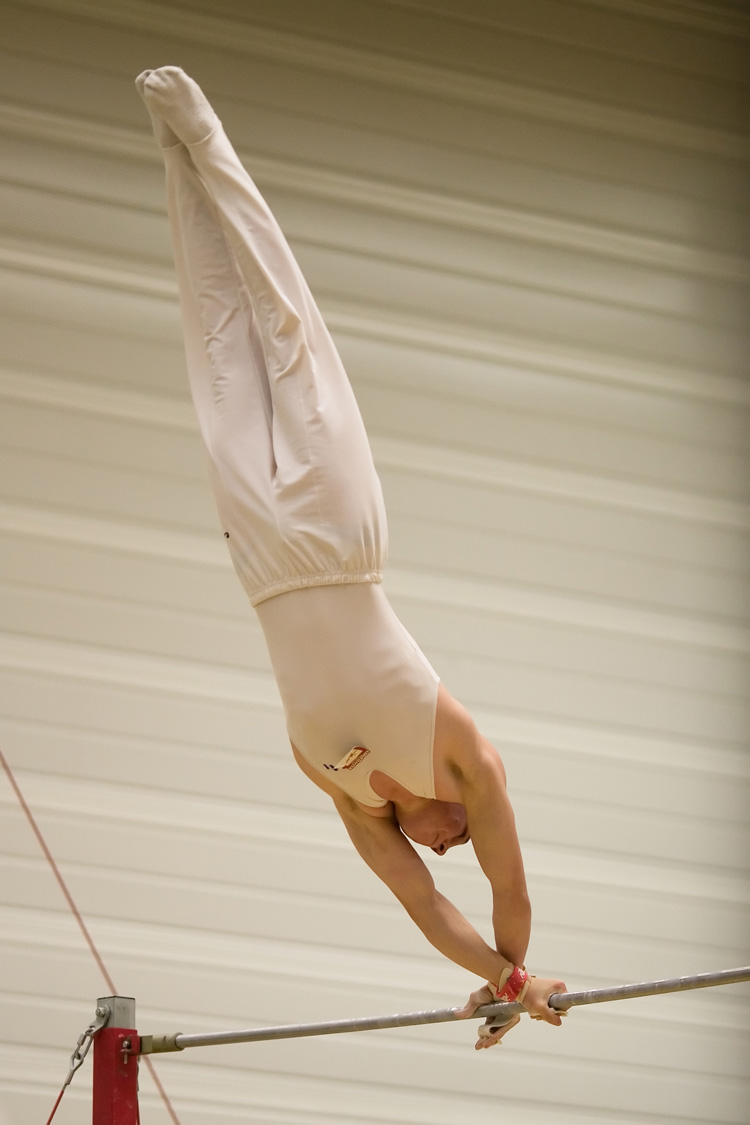
鉄棒

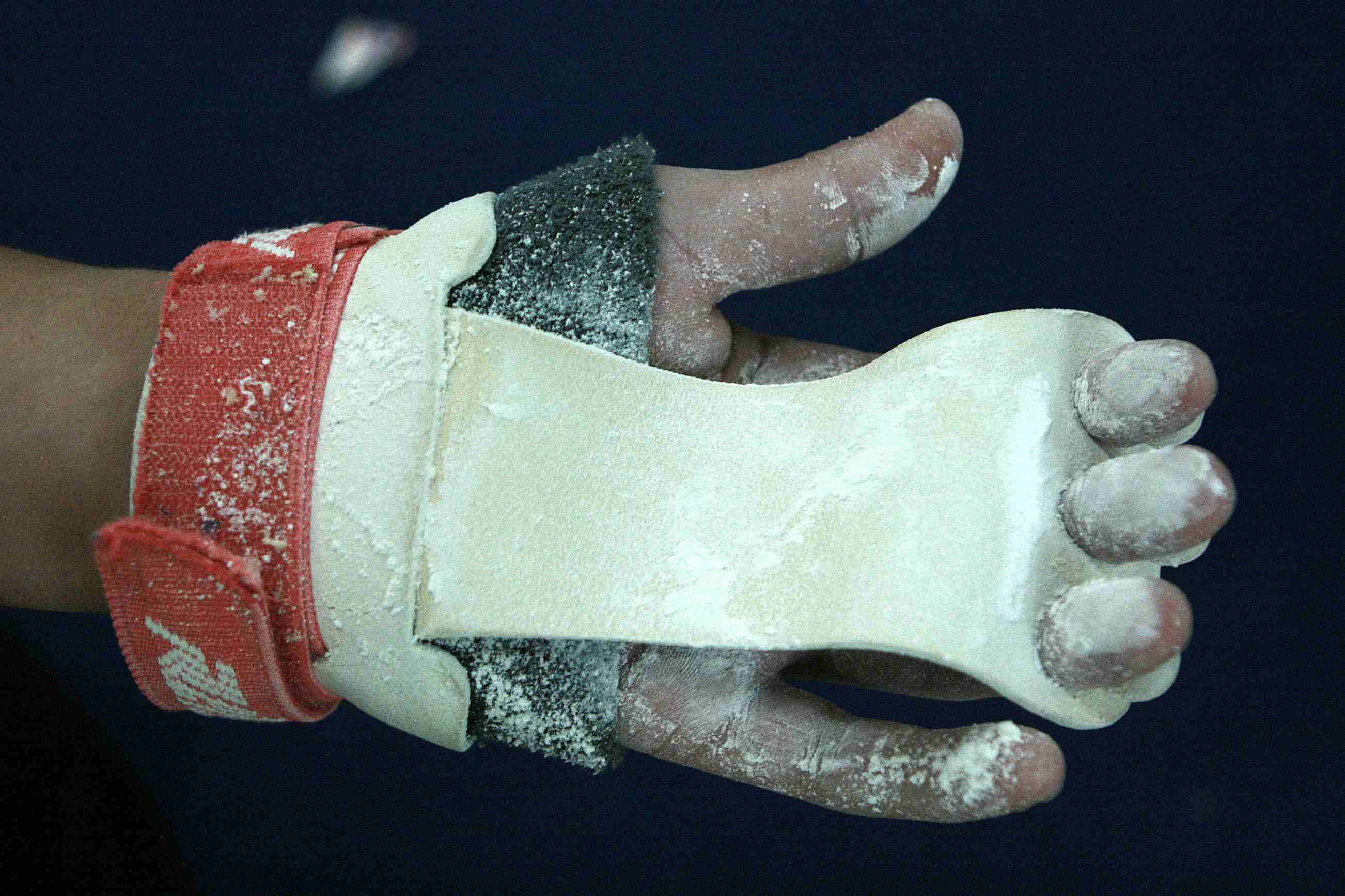
プロテクター（前面）

鉄棒（てつぼう）は、体操器具の一種であり、それを使った体操競技種目の名称。2本（または2組）の支柱の間に1本の水平な鉄棒が渡してあり、この水平な鉄棒を握って演技を行う。

## 概要
体操競技の中で男子のみで行われる種目である。女子は鉄棒種目がなく、段違い平行棒種目が行われている。体操はオリンピックでは第1回大会から行われている競技であり、鉄棒は男子団体・男子個人総合で行われるほか、種目別でも単独で行われている。
鉄棒は運動形式としては古い歴史を持つが、体操競技としてはフリードリヒ・ルートヴィヒ・ヤーンが考案した木製の直径8cmの太さの水平棒を直接の起源としている。
鉄棒種目は高さ280cmのよくしなる鉄棒を使って実施される競技で、開始から終了まで停止することなく行わなければならない。ゆえに大車輪や手放し技など、もっともダイナミックな演技が行われる種目であり、人気が高い。団体戦や個人総合では、通常は予選上位のチーム・選手の最終種目が鉄棒になることから、結果が鉄棒で決まることも多く、必然的に注目度も高くなる。

## ルール

### 演技の流れ
演技は鉄棒にぶら下がったところから始まり、終末技で着地するか、演技者が途中で棄権するまで行われる。鉄棒にぶら下がった時点から演技が開始するのであり、この際自力で飛びつくのは無論のこと、ロイター板や補助者の助けを借りることも許される。演技終了は着地動作を完了した時点となり、着地時に静止できず足を踏み出したり転倒した場合は減点対象となる。

### 技と採点
ただ鉄棒を回るのではなく、鉄棒上で技を行う。非常に多くの技があり、認められている技には難度が設定されている。体操競技の採点は、基礎実施点等に、難度に応じて加えられる点である難度加点を加えた演技価値点から不完全な技の減点を引いたものが得点とされるため、いくら美しい演技をしても難度の低い技ばかりでは、結果としていい点が出ないことになる。

### 技の種類
技は数え切れないほど多くの技があるが、系統立てると以下のようになる。
ひねりを伴うまたは伴わない懸垂振動技
鉄棒に両手でぶら下がった姿勢を基本姿勢とした技で、車輪などがこれにあたる。一見バリエーションは少なそうに思われるが、順手・逆手・大逆手や、片手のみの逆手・大逆手、回転方向などで多くのバリエーションがある。また、車輪にとびを加えたり、車輪中に体をひねるなどの技もある。片手での車輪も認められている。
鉄棒に近い技
鉄棒に近い位置で行われる技で、基本的には懸垂振動技の一種である。演技開始直後にぶら下がった状態から行われることの多い懸垂からの蹴上がり倒立や、シュタルダー（後方開脚浮腰回転倒立）、エンドー（前方開脚浮腰回転倒立）、あるいはこれらにとびやひねりを加えたものなどがある。あくまでも鉄棒に近いのは胴体や足であって、肘を曲げてはいけない。
大逆手・背面の技、鉄棒に対して背面の技
大逆手前方車輪から始まる技や、鉄棒に対して背を向ける技で、基本的には懸垂振動技の一種である。代表的なものでは、大逆手車輪や前方浮腰回転振り出し倒立（アドラー倒立）、大逆手エンドーなどがある。特にアドラー倒立にひねりを加えた技は後述のトカチェフやヤマワキに連続してつなげやすいため、近年ではこのグループの技が実施されることが多くなった。
手放し技
離れ技、放れ技とも呼ばれている、鉄棒の花形とも言える鉄棒から手を離して実施する技で、飛んだ高さがないと雄大さに劣り、また再度鉄棒を掴みにいく必要から鉄棒を飛び越える技が多いが、必ずしも鉄棒を飛び越える必要があるわけではない。有名なものにトカチェフ（懸垂前振り開脚背面とび越し懸垂）や、コバチ（鉄棒を越えながら後方かかえ込み2回宙返り懸垂）、ヤマワキ（後ろ振り上がり伸身とび越しひねり懸垂）などがあり、世界最高難度であるI難度にはミヤチ（鉄棒を越えながら後方伸身2回宙返り2回ひねり懸垂）、F難度には水鳥寿思や冨田洋之が得意とするコールマン（鉄棒を越えながら後方かかえ込み2回宙返り1回ひねり懸垂）どがある。実施後に鉄棒を再度掴めなかった場合は失敗となり、演技価値点に加えられないばかりか、器具からの落下ということでさらに実施減点が科せられる。
終末技
鉄棒から手を離し、着地して演技を終了するための技。国際ルールにおいては、終末技にD難度以上の技を用いなければならない。これは下り技とも呼ばれる。‘’‘伸身ムーンサルト’‘’（後方伸身2回宙返り1回ひねり下り）や、2004年アテネオリンピック男子団体総合決勝で日本チーム全員が実施した伸身新月面宙返り（後方伸身2回宙返り2回ひねり下り）などがある。終末技においても多くのバリエーションがあり、振り出した方向とは別の方向に鉄棒を越えて着地する技であるストラウマン（鉄棒を越えながら後方2回宙返り下り）も認められている。

### 禁止行為
禁止行為を行った場合は減点となる。
器具からの落下
鉄棒からの落下には1.0の減点が科せられる。30秒以内であれば演技を再開することが出来るが、手放し技項目で前述の通り、失敗した技は加点対象にならない上、失敗した技を再度行って成功しても、採点上成功とはみなされない。
静止・停止や力技
鉄棒種目では懸垂や倒立位での一切の静止・停止が認められない。実施減点が科せられる。また、すべての技は振動から実施されなければならないので、懸垂から直接腕支持に移行するなどの力技も減点となる。
終末技の難度不足
終末技はD以上の難度でなくてはならない。また、終末技を行わないのも同様である。終末技はD難度以上の技を実施するだけで0.5（C難度で0.3）の加点が与えられるので、終末技を行わないと実質的に0.5の減点となる。
接触してはいけない部位
手以外の体の部位で支持してはいけない。また、足がマットに触れたり、鉄棒を支えている柱に触れても減点となる。